# Lithophane petrificata
Lithophane petrificata là một loài bướm đêm trong họ Noctuidae.